# Bruine borstelkurkzwam
De bruine borstelkurkzwam (Coriolopsis gallica) is een schimmel behorend tot de familie Polyporaceae. Hij leeft als necrotrofe parasiet op rottend stammen van loofbomen. Hij groeit in loofbossen, parken, langs wegen. De zwam ontwikkelt zich op stronken, boomstammen en takken van op de grond liggende loofbomen. Hij is bekend van gewone esdoorn, els, beuk, es, populier en wilg. Het veroorzaakt witrot van hout. Het is niet geassocieerd met een plantenziekte, daarom wordt het niet als pathogeen beschouwd.

## Kenmerken

### Uiterlijke kenmerken
Coriolopsis gallica is een forse zwam waarvan alles aan de grote kant is uitgevallen: relatief grote vruchtlichamen (breedte tot 15 cm), ruig (lang) behaarde hoeden en grote gaatjes (1-2 per mm). De eerste drie kenmerken zijn bijna voldoende voor determinatie, maar dezelfde kenmerken gelden ook voor een nauwe verwant: de minder zeldzame bleke borstelkurkzwam (Coriolopsis trogii). Het onderscheid tussen beide zit soorten zit hem in de kleur van het vruchtvlees: tabaksbruin bij de bruine en beige tot bleekbruin bij de bleke borstelkurkzwam. Het verschil wordt nog duidelijker met een druppel kaliloog (KOH): zwarte verkleuring bij de bruine borstelzwam en nauwelijks reactie bij de bleke borstelzwam.

### Microscopische kenmerken
Het hymenium heeft geen cystidia. De basidia zijn 4-sporig en meten 20-40 × 5,5-8 µm. De basidiosporen cilindrisch, hyaliene, zeer dunwandig, glad, inamyloïde en meten 10-16 × 3-5 µm.

## Verspreiding
De bruine borstelkurkzwam komt voor in Noord-Amerika, Europa, Chili, de Canarische Eilanden en Georgië. In Europa loopt het verspreidingsgebied in het noorden tot ongeveer 62 graden noorderbreedte in Zweden. Hij staat ook op de lijsten van bedreigde soorten in Oostenrijk, Duitsland, Engeland, Nederland, Zweden en Polen.